# Halové mistrovství Československa v atletice 1983
Halové mistrovství Československa v atletice 1983 se konalo v Jablonci nad Nisou ve dnech 19. a 20. února 1983.

## Medailisté

### Muži
| Soutěž        | Zlato                                 | Stříbro                                      | Bronz                                          |
| 60 m          | Josef Lomický 6.81 Dukla Praha        | František Ptáčník 6.91 Dukla Banská Bystrica | Ľubomír Balošák 6.93 Martin                    |
| 200 m         | Josef Lomický 21.85 Dukla Praha       | Miroslav Turek 22.23 LIAZ Jablonec           | Ľubomír Balošák 22.29 Martin                   |
| 400 m         | Lubor Chválek 48.76 Dukla Praha       | Břetislav Zadák 49.26 Dukla Praha            | Bořivoj Lánský 49.44 Břeclav                   |
| 800 m         | Ladislav Šubrt 1:50.96 Mladá Boleslav | Tibor Fabo 1:52.02 Dukla Praha               | Jiří Dlouhý 1:52.39 VŠ Praha                   |
| 1500 m        | Lubomír Tesáček 3:47.13 Dukla Praha   | Pavel Slouka 3:51.39 Slávia UK Bratislava    | Jiří Klesnil 3:51.90 Kladno                    |
| 3000 m        | Ivan Demský 8:18.67 Bardejov          | Jiří Klesnil 8:19.55 Kladno                  | Zdeněk Národa 8:23.99 Považská Bystrica        |
| 60 m př.      | Jiří Čeřovský 7.85 LIAZ Jablonec      | Jiří Hudec 8.03 Zbrojovka Brno               | Aleš Höffer 8.03 Slavia Praha                  |
| Skok do výšky | Jan Walter 218 VŠ Praha               | Michal Pogány 218 Slávia UK Bratislava       | Ľubomír Roško 215 Slávia UK Bratislava         |
| Skok o tyči   | František Jansa 530 VŠ Praha          | Pavel Sluka 520 VŠ Praha                     | Petr Habel VŠ Praha Roman Zrun Dukla Praha 520 |
| Skok daleký   | Zdeněk Hanáček 780 Dukla Praha        | Vladimír Dědek 753 Rudá hvězda Praha         | Roman Křivka 735 Chrudim                       |
| Trojskok      | Jaroslav Priščák 15.83 Dukla Praha    | Ivo Bilík 15.83 Sparta Praha                 | Milan Kořínek 15.80 Dukla Praha                |
| Vrh koulí     | Jakub Lang 18.04 Inter Bratislava     | Petr Falout 17.85 Dukla Praha                | Richard Navara 17.08 Sparta Praha              |

### Ženy
| Soutěž        | Zlato                                  | Stříbro                                      | Bronz                                       |
| 60 m          | Taťána Kocembová 7.33 TJ Vítkovice     | Radislava Šobrová 7.42 VŠ Praha              | Renata Černochová 7.55 TJ Vítkovice         |
| 200 m         | Renata Černochová 24.07 TJ Vítkovice   | Emília Danišková 25.04 Žilina                | Martina Raabová 25.39 Pardubice             |
| 400 m         | Taťána Kocembová 51.21 TJ Vítkovice    | Alena Bulířová 53.12 Liberec                 | Alena Pekárková 53.85 LIAZ Jablonec         |
| 800 m         | Dagmar Šubrtová 2:08.28 VŠ Praha       | Magda Nebovidská 2:10.33 Ústí nad Labem      | Alena Peterková 2:13.93 TJ Vítkovice        |
| 1500 m        | Ivana Kleinová 4:16.70 VŠ Praha        | Vlasta Babecová 4:37.49 Slávia UK Bratislava | Jaroslava Dytrychová 4:41.54 Hradec Králové |
| 3000 m        | Jana Červenková 9:28.03 NR VŠ Praha    | Soňa Polášková 10:03.52 Havířov              | Lea Hrušovská 10:04.19 Slávia UK Bratislava |
| 60 m př.      | Hana Mužíčková 8.33 LIAZ Jablonec      | Jitka Picková 8.62 VŠ Praha                  | Milena Tebichová 8.65 Rudá hvězda Praha     |
| Skok do výšky | Ivana Jobbová 185 Žilina               | Zdena Boukalová 182 Sparta Praha             | Ivana Geržová 179 VŠ Praha                  |
| Skok daleký   | Eva Murková 673 Slávia Banská Bystrica | Ludmila Jimramovská 655 Zbrojovka Brno       | Hana Tasová 642 VŠ Praha                    |
| Vrh koulí     | Zdeňka Šilhavá 19.76 Rudá hvězda Praha | Soňa Vašíčková 15.32 Rudá hvězda Praha       | Zuzana Lajbnerová 14.66 VŠ Praha            |